# Agnes Carlssons diskografi
Agnes debutalbum, Agnes, släpptes i december 2005 i Sverige av Sony BMG där den toppade den svenska försäljningslistan och blev certrifierad med dubbel platina. Den första singeln "Right Here Right Now", blev även den etta på försäljningslistan. Den andra, och sista, singeln från albumet var "Stranded", den peakade dock bara på nummer 27. Ett år senare släpptes hennes andra album Stronger, som även den toppade försäljningslistan. De två följande singlarna följde ett liknande mönster som de två första, "Kick Back Relax" peakade på plats två och "Champion" på nummer nitton.
År 2009 släpptes Agnes tredje album och hennes första internationella, Dance Love Pop. Första singeln "Release Me", erövrade försäljningslistorna runt världen. I Sverige nådde den som högst en nionde plats men stannade på topplistan i över 30 veckor, i Storbritannien peakade den på plats 3, och den nådde topp tio i många andra länder. "On and On" var den andra singeln i utvalda länder där den peakade på plats 8 i Sverige och plats 16 i Danmark. "Love Love Love", "I Need You Now" och "Sometimes I Forget" har även släppts som singlar.
Hennes version av Lill Lindfors låt "En Sån Karl" var den första från 2013 års Så mycket bättre att gå in på Digilistan (in på en 14:e plats 3 november 2013). Även på Sverigetopplistan var låten den första hiten från programmet, in på plats 16 den 8 november 2013.
Veckan därpå gick hennes tolkning av Bo Kaspers Orkesters "Allt ljus på mig" in på Digilistan och Sverigetopplistan. Veckan därpå gick hennes tolkning av Ken Rings "Nu måste vi dra" in på Digilistan och Sverigetopplistan. Veckan därpå gick hennes tolkning av Titiyos "Flowers" in på Digilistan. Veckan därpå gick hennes tolkning av Nationalteaterns "Hanna från Arlöv" in på Digilistan. Slutligen gick hennes tolkning av The Soundtrack of Our Lives "Instant repeater" in på Digilistan.

## Studioalbum
| År   | Detaljer                                                                                             | Topposition | Topposition | Topposition | Topposition | Topposition | Topposition    | Certifieringar (försäljning)             |
| År   | Detaljer                                                                                             | Sverige     | Österrike   | Frankrike   | Schweiz     | Polen       | Storbritannien | Certifieringar (försäljning)             |
| ---- | --- | ----------- | ----------- | ----------- | ----------- | ----------- | -------------- | ---------------------------------------- |
| 2005 | Agnes - Utgiven: 19 december 2005 - Märke: Sony BMG - Format: CD                                     | 1           | —           | —           | —           | —           | —              | IFPI: 2 x Platina (90 000+)              |
| 2006 | Stronger - Utgiven: 11 oktober 2006 - Märke: Sony BMG - Format: CD                                   | 1           | —           | —           | —           | —           | —              | IFPI: Platina (50 000+)                  |
| 2008 | Dance Love Pop - Utgiven: 29 oktober 2008 - Märke: Roxy Recordings - Format: CD, Digital nedladdning | 5           | 70          | 38          | 45          | 25          | 112            | IFPI: Guld (30 000) FRA: Silver (30 000) |
| 2012 | Veritas - Format: CD, Digital nedladdning                                                            | 3           |             |             |             |             |                |                                          |

## Singlar

### Endast släppta i Sverige/Finland
| År   | Sång                                                  | Topposition | Topposition | Topposition | Album          |
| År   | Sång                                                  | Sverige     | Europa      | Finland     | Album          |
| ---- | ----------------------------------------------------- | ----------- | ----------- | ----------- | -------------- |
| 2005 | "Right Here, Right Now (My Heart Belongs To You)"     | 1           | —           | —           | Agnes          |
| 2006 | "Stranded"                                            | 27          | —           | —           | Agnes          |
| 2006 | "Kick Back Relax"                                     | 2           | —           | —           | Stronger       |
| 2006 | "Champion"                                            | 19          | 92          | —           | Stronger       |
| 2007 | "All I Want For Christmas Is You" with Måns Zelmerlöw | 3           | —           | —           | Endast singel  |
| 2009 | "Love Love Love"                                      | 4           | —           | —           | Dance Love Pop |
| 2010 | "When You Tell the World You're Mine" med Björn Skifs | 1           | 85          | 19          | Endast singel  |

#### Internationella releaser
| År   | Sång                         | Topposition | Topposition | Topposition | Topposition | Topposition | Topposition | Topposition | Topposition | Topposition | Topposition | Topposition | Topposition | Topposition | Topposition | Topposition | Topposition | Topposition | Topposition | Topposition | Topposition | Topposition | Topposition | Topposition   | Album          |
| År   | Sång                         | SE          | UK          | IE          | ITA         | FR          | VA          | GE          | CH          | AT          | DE          | NE          | FL          | PL          | NO          | AU          | SLK         | SLV         | ES          | CYP         | MAL         | RUS         | BUL         | U.S Hot Dance | Album          |
| ---- | ---------------------------- | ----------- | ----------- | ----------- | ----------- | ----------- | ----------- | ----------- | ----------- | ----------- | ----------- | ----------- | ----------- | ----------- | ----------- | ----------- | ----------- | ----------- | ----------- | ----------- | ----------- | ----------- | ----------- | ------------- | -------------- |
| 2008 | "On and On"                  | 8           | 82          | —           | 39          | 14          | 17          | 41          | 37          | 61          | 16          | 14          | 8           | 13          | —           | —           | 65          | —           | —           | 19          | —           | —           | 24          | —             | Dance Love Pop |
| 2008 | "Release Me"                 | 9           | 3           | 10          | 3           | 7           | 6           | 5           | 5           | 6           | 7           | 7           | 7           | 1           | 7           | 26          | 2           | 7           | —           | 5           | —           | 83          | 1           | 1             | Dance Love Pop |
| 2009 | "I Need You Now"             | 8           | 40          | —           | —           | —           | 28          | —           | —           | —           | —           | —           | 19          | 15          | —           | —           | 16          | 2           | 5           | 4           | 29          | —           | —           | —             | Dance Love Pop |
| 2010 | "Sometimes I Forget"         | —           | —           | —           | —           | 10          | 94          | —           | —           | —           | —           | —           | —           | —           | —           | —           | —           | —           | —           | —           | —           | —           | —           | —             | Dance Love Pop |
| 2011 | "Don't Go Breaking My Heart" | 3           | —           | —           | —           | —           | —           | —           | —           | —           | —           | —           | 50          | —           | —           | —           | 49          | —           | —           | —           | —           | —           | —           | —             |                |
| 2012 | "One Last Time"              | 33          | —           | —           | —           | —           | —           | —           | —           | —           | —           | —           | —           | —           | —           | —           | —           | —           | —           | —           | —           | —           | —           | —             |                |
| 2012 | "All I Want Is You"          | -           | —           | —           | —           | —           | —           | —           | —           | —           | —           | —           | —           | —           | —           | —           | —           | —           | —           | —           | —           | —           | —           | —             |                |

## Musikvideor
| År   | Video                               | Regi            |
| ---- | ----------------------------------- | --------------- |
| 2005 | "Right Here Right Now"              |                 |
| 2006 | "Stranded"                          |                 |
| 2006 | "Kick Back Relax"                   |                 |
| 2006 | "Champion"                          |                 |
| 2008 | "On and On"                         | Anders Rune     |
| 2008 | "Release Me"                        | Anders Rune     |
| 2009 | "On and On" (International edition) | Torbjörn Martin |
| 2009 | "Release Me" (U.S. edition)         | Thomas Kloss    |
| 2009 | "I Need You Now"                    | Paul Boyd       |
| 2010 | "On and On" (UK edition)            | Torbjörn Martin |
| 2010 | "Sometimes I Forget"                | Torbjörn Martin |
| 2011 | "Don't Go Breaking My Heart"        | Mikeadelica     |
| 2012 | "One Last Time"                     | Amir Chamdin    |